# Mint (filatelia)

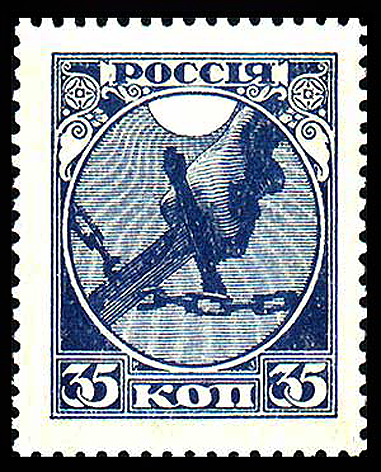
Este sello sin uso -coloquialmente llamado 'nuevo'- de la época de la revolución rusa de 1918 es mucho menos común que el usado

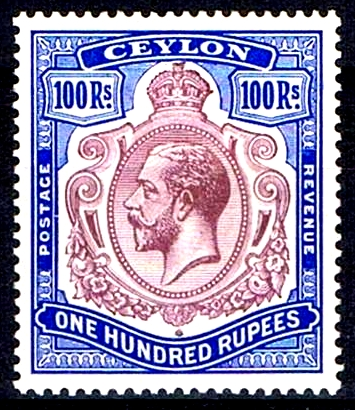
Un mint muy valorizado de 100 rupias key type stamp de Sri Lanka válida como franqueo o fiscal y vulnerable al lavado para remover una cancelación fiscal para valorizarla como mint

En filatelia, mint (o en inglés: mint stamp, sello sin uso) es una estampilla que está virgen, sin uso, nunca montada y que tiene el pegamento completo, si es el caso. El término se aplica de igual modo a sellos para franqueo y estampillas fiscales.

## Variaciones
Variaciones del término mint incluye:
- Mint abisagrado (en inglés: mint hinged, MH) - el sello está sin uso pero que ha sido abisagrado previamente. Restos de la bisagra o alteración del engomado son patentes.
- Mint montado (en inglés: mounted mint, MM) - las mismas de las nuevas abisagradas.
- Mint sin engomado (en inglés: mint no gum, MNG) - el sello aparece sin uso pero carece de engomado. Puede haber sido usado pero no matasellado, o ha sido emitido sin engomado.
- Mint sin montar (en inglés: unmounted mint, UM) - el sello es virgen y jamás ha sido montado.
- Mint nunca abisagrado (en inglés: mint never hinged, MNH) - lo mismo que el mint sin montar sin la aserción que la estampillas no es originalmente montada o ha sido lavada para remover trazas de montaje.

El abisagrado referido en estos términos corresponde a estampillas que han sido montadas en un álbum filatélico mediante la aplicación de una bisagra para estampillas en sus reversos. Los grados más prístinos son mint sin montar o mint no abisagrado. El término mint never hinged se ha desarrollado para proveer seguridad a los vendedores de que las estampillas no han sido alteradas para remover trazas de montaje, como el término unmounted mint se piensa sea ambiguo. Hablando estrictamente, sin embargo, ambos UM y MNH tienen el mismo significado.

## Valor
Los sellos calidad mint a menudo se valorizan sobre los matesellados cuando los existentes se encuentran en número menor. Un mint también estará en mejores condiciones que los usados que han pasado por el tránsito postal. Sin embargo, a veces, los sellos usados pueden valorizase más que los correspondientes nuevos, si los nuevos están disponibles en número alto, quizás sea que los distribuidores los han adquiridos en gran número y pocos fueron a franqueo.

## Estafas
Las diferencias de valores entre mint y usados para la misma estampilla ha llevado a una pequeña industria de remoción, o adición, de matasellos postales. Otra práctica común es intentar quitar el timbre fiscal, que a menudo es una cancelación a pluma, para cambiar una estampilla de impuestos (con propósitos tributarios) a uno aparentemente mint. Sellos disponibles para franqueo y propósitos fiscales (del inglés: revenue) generalmente valen más sin uso o con matasello de correos.